# Enskär, Åland
Enskär med Hellman är en ö i Åland (Finland). Den ligger i Ålands hav och i kommunen Hammarland i landskapet Åland, i den sydvästra delen av landet. Ön ligger omkring 36 kilometer väster om Mariehamn och omkring 310 kilometer väster om Helsingfors.
Öns area är 70,4 hektar och dess största längd är 1,7 kilometer i sydöst-nordvästlig riktning. Ön höjer sig omkring 20 meter över havsytan.

## Delöar och uddar
- Enskär 60°12′53″N 19°19′04″Ö / 60.21474°N 19.31778°Ö
- Hellman 60°12′32″N 19°18′57″Ö / 60.20875°N 19.31579°Ö
- Klobbskatan 60°12′29″N 19°19′50″Ö / 60.20793°N 19.33042°Ö (udde)